# O2 (Roskilde)
De O2 of Ringvej 2 (Nederlands: Ringweg 2) is een ringweg om de Deense stad Roskilde. De weg ligt alleen aan de oostkant en zuidkant van Roskilde. Over het grootste gedeelte loopt de Primærrute 6 met de weg mee.
Het grootste deel van de O2 bestaat twee rijstroken gelegen op één rijbaan (1x2). In het oosten zijn echter ook delen met vier rijstroken verdeeld over twee rijbanen (2x2). 